# Гурський Дмитро Сергійович
Дмитро Сергійович Гурський (28 листопада 1948, село Мар'янівка Васильківського району Київської області — 4 вересня 2018, Київ) — український геолог, почесний член  Академії гірничих наук України (2008), кандидат геологічних наук (2008). Почесний розвідник надр (1995). Заслужений працівник промисловості України (2003).

## Життєпис
Дмитро Сергійович народився 28 листопада 1948 р. у с. Мар’янівці Васильківського району Київської області. Одразу після закінчення Київського геологорозвідувального технікуму (1968) розпочав трудову діяльність. Без відриву від виробництва закінчив Іркутський державний технічний університет (1979). Працював у Сосновській експедиції, Красноярському та Якутському геологічних управліннях Міністерства геології СРСР, Зарубіжгеології (в Алжирі), ВГО “Північукргеологія” на посадах від гірничого майстра до головного геолога об’єднання. З 1996 р. розпочав свою діяльність у центральних органах влади з геології та використання надр України: начальник головного геологічного управління (1996 – 1997), заступник і перший заступник голови Держкомгеології України (1997 – 2000), начальник Департаменту геології та використання надр Міністерства екології та природних ресурсів України (2000 – 2002), а згодом –  Державного комітету природних ресурсів України, голова Державної геологічної служби України (2002 – 2004, 2005 – 2006). Потім недовгий час (2007)  був заступником голови правління НАК “ Надра України ”, після чого працював заступником міністра у Міністерстві охорони навколишнього природного середовища України (2007 – 2010), першим заступником і заступником голови Державної геологічної служби (2010 – 2011). З 2011 року і до останнього дня працював у приватній геологічній компанії, час від часу виїжджаючи на роботи до країн Африки.
Д. С. Гурський був основним розробником Закону України “ Про державну геологічну службу України” (Держгеолслужбу), який було прийнято 4 листопада 1999 року. В результаті 27.12.2001 року вийшли постанова Кабінету Міністрів України №  1748 "Про Державну геологічну службу України" [Архівовано 1 серпня 2021 у Wayback Machine.] як урядовий орган державного управління у складі Міністерства екології та природних ресурсів України та постанова Кабінету Міністрів України від 30.03.2002 року № 439 про затвердження Положення про Державну геологічну службу [Архівовано 1 серпня 2021 у Wayback Machine.]. Безпосередньо під його керівництвом розроблено Концепцію нарощування  мінерально-сировинної бази як основи стабілізації економіки України на період до 2010 року і Концепцію державної мінерально-сировинної політики щодо використання стратегічно важливих для економіки України корисних копалин, Загальнодержавної програми розвитку мінерально-сировинної бази України до 2010 року і на період до 2030 року, які затверджено Законами України, численні нормативно-правові документи, ухвалені постановами Кабінету Міністрів України.
Під керівництвом та при безпосередній участі Д. С. Гурського була проведена розвідка й розпочата експлуатація золоторудних родовищ у Закарпатті (Мужіївське золоторудне родовище ) та на Донбасі. Підготовлені до детальної розвідки і подальшої експлуатації цілий ряд родовищ і рудопроявів золота на Українському щиті, проведено роботу щодо вивчення та підготовки до використання нетрадиційних для України видів мінеральної сировини і, в результаті, відкрито сотні нових перспективних рудопроявів. Саме у цей період в Україні уперше у світі з’явився новий вид регіональних геологічних досліджень (РГД) – геологопрогнозне картування. За рішенням Д. С. Гурського було започатковано нові напрями геологічних робіт – збереження геологічної спадщини (геологічні пам'ятки природи) і пошуки самородної міді.
За часів перебування Д.С. Гурського на чолі Держгеолслужби було підготовлено й видано велику кількість нормативно-методичних документів – галузеві стандарти, керівні нормативні документи, інструктивну й методичну літературу; а також спеціальну геологічну літературу, монографії. Регулярно проводилися наради геологів - зйомщиків, міжнародні й міжгалузеві конференції. По території України, завдяки ініціативі Д. С. Гурського, Держгеолслужба провела низку геологічних екскурсій, в яких брали участь провідні закордонні фахівці.  Була налагоджена та успішно проводилася співпраця з науковими установами НАН України, у тому числі – створено та результативно працювали міжвідомчі Тектонічний і Петрографічний комітети.
Д. С. Гурський до 2010 року був постійним учасником Міжурядової ради з розвідки, використання та охорони надр СНД. Він започаткував активну позицію української сторони з більшості питань, які вона розглядала. З 23-х спільних проектів країн-учасниць цієї ради українська сторона брала участь у 18-ти, причому – у половині з них як країна-координатор проекту.

## Наукова робота та наукові публікації
Д. С. Гурський  був автором, співавтором і головним редактором більше ніж 200 наукових праць, зокрема монографій та наукових статей, патентів, різних геологічних карт України масштабу 1:1 000 000 (Металогенічної, Аномального магнітного поля, Гравітаційного поля, Корисних копалин, Геологічної, Тектонічної тощо). Вагомим внеском  у результати геологічних досліджень була його дисертаційна робота “Концептуальні засади державної мінерально-сировинної політики щодо використання стратегічно важливих для економіки країни корисних копалин” (2008).  
Перебуваючи впродовж багатьох років на посаді головного редактора галузевого журналу “ Мінеральні ресурси України”, тримав на високому рівні якість публікацій журналу і особисто пропонував фахівцям писати наукові статті щодо  розвитку мінерально-сировинної бази України.
У творчому доробку Д.С. Гурського також залишились цікаві малі розповіді та есе, опубліковані в різних журналах.
До головних наукових публікацій Д. С. Гурського, в яких він був автором, співавтором чи головним редактором (після 2000 року)  відносяться такі:
- Концептуальні засади державної мінерально-сировинної політики щодо використання стратегічно важливих для економіки країни корисних копалин [Текст] : автореф. дис... канд. геол. наук: 04.00.19 / Гурський Дмитро Сергійович ; Київський національний ун-т ім. Тараса Шевченка. - К., 2008. - 26 с.
- Геологічна будова та золотоносність Сорокинської зеленокам'яної структури (Західне Приазов'я) [Текст] / Бобров О. Б., Сіворонов А. О., Гурський Д. С., Бакаржиєв А. Х., Маківчук О. Ф. НАН України, Інститут геологічних наук. - Д. : Арт-Прес : Техпечать, 2000. - 146 с.: іл. - Бібліогр.: с. 137-144. - ISBN 966-7355-71-3
- Геолого-генетична типізація золоторудних родовищ України [Текст] / БобровО. Б., Сіворонов А. О., Гурський Д. С., Павлунь М. М., Ляхов Ю. В. Державна геологічна служба, Український держ. геологорозвідувальний ін-т, Львівський національний ун-т ім. Івана Франка. - К. : УкрДГРІ, 2004. - 367 с.: рис., табл. - Бібліогр.: с. 353-362. - ISBN 966-7896-11-0
- Проблеми алмазоносності території України [Текст] : матеріали наук.-техн. наради "Стан, перспективи та напрямки геологорозвідувальних робіт на алмази в Україні", 19-22 травня 2003 р., м. Київ / Ін-т геохімії, мінералогії та рудоутворення НАН України, Укр. держ. геологорозвідув. ін-т ; заг. ред. Д. С. Гурський. - К. : УкрДГРІ, 2004. - 144 с. - ISBN 966-7896-10-2
- Мінерально-сировинна база благородних металів України: стан геологорозвідувальних робіт на метали платинової групи та їх аналітичного забезпечення [Текст] : матереріали міжвідомчої робочої наради; 22-24 листопада 2004 р., м. Київ / Ін-т геохімії, мінералогії та рудоутворення НАН України, Укр. держ. геологорозвідув. ін-т, Міжвідомча рада з геології рудних родовищ ; голов. ред. Д. С. Гурський. - К. : УкрДГРІ, 2005. - 142 с. - ISBN 966-7896-14-5
- Металічні і неметалічні корисні копалини України [Текст] / НАН України, Держ. геолог. служба України. - К. : Центр Європи, 2006. Т. 1 : Металічні корисні копалини / Д. С. Гурський [та ін.] ; наук. ред. М. П. Щербак, О. Б. Бобров. - 2006. - 739 с.: іл. - Бібліогр.: с. 666-694. - ISBN 966-7022-61-7 (т. 1)
- Металічні і неметалічні корисні копалини України [Текст] / НАН України, Державна геологічна служба України. - К. : Центр Європи, 2006. - ISBN 966-7022-61-7 (повне зібрання). Т. 2 : Неметалічні корисні копалини / Д. С. Гурський [та ін.] ; наук. ред. М. П. Щербак, С. В. Гошовський. - 2006. - 551 с.: іл. - ISBN 966-7022-63-3 (т. 2)
- Формаційний аналіз нижньодокембрійських комплексів Українського щита під час проведення геологознімальних робіт [Текст] : теоретико-практ. аспекти / О. Б. Бобров [та ін.] ; відп. ред.: Д. С. Гурський ; Держ. геол. служба України, Укр. держ. геологорозвід. ін-т, Львів. нац. ун-т ім. І. Франка. - К. : УкрДГРІ, 2006. - 163 с. : рис., табл. - Бібліогр.: с. 154-163. - 500 прим. - ISBN 966-7896-30-7
- Геологічні пам'ятки України [Текст] = Geological landmarks of Ukraine : у 4 т. / Держ. геол. служба України. - Л. : ЗУКЦ, [2011]. Т. 4 : Донецька складчаста споруда (Донбас) (Донецька, Луганська області). Дніпровсько-Донецька западина (Київська, Полтавська, Сумська, Харківська, Чернігівська області) = Donetska folded system (Donbas) (Donetsk, Lugansk regions). Dniprovsko-Donetska depression (Kyiv, Poltava, Sumy, Kharkiv, Chernihiv regions) / [В. П. Безвинний та ін. ; редкол.: Д. С. Гурський (голов. ред.) та ін.]. - 2011. - 279 с. : іл. - Текст парал. укр., англ. - 1500 прим. - ISBN 978-966-1518-90-1
- Нетрадиційні джерела вуглеводнів України [Текст] : монографія : у 8 кн. / Нац. акціонер. компанія "Нафтогаз України" [та ін.]. - Київ : Ніка-центр, 2014. Кн. 8 : Теоретичне обґрунтування ресурсів нетрадиційних вуглеводнів осадових басейнів України / Михайлов В. А. (ред.), Вакарчук С. Г. (ред.), Зейкан О. Ю. (ред.), Касянчук  С. В. (ред.), Куровець І. М. (ред.), Лукін, О. Ю. (ред.), Гурський Д. С. (ред.). Дочірнє підприємство НДІ нафтогаз. пром-сті "Науканафтогаз". - 2014. - 279 с. : рис., табл. - Парал. тит. арк. англ. - Бібліогр.: с. 263-278. - 300 прим. - ISBN 978-966-521-659-9

## Нагороди
- Почесна відзнака Президента України (Указ Президента України від 04.04.1996 р. № 237/96)
- "Заслужений працівник промисловості України" (Указ Президента України від 04.04.2003 р. № 289/2003)
- Подяка Прем’єр-міністра України (2003 р.)